# Aljaksej Katkawez
Aljaksej Wassiljewitsch Katkawez (belarussisch Аляксей Васільевіч Каткавец, international nach World-Athletics-Schreibweise Aliaksei Katkavets; * 7. Juni 1998 in Tyschkawitschy) ist ein belarussischer Speerwerfer.

## Karriere
Aljaksej Katkawez gelangen bisher ein nationaler sowie zwei internationale Erfolge.
So warf sich Katkawez 2017 bei den U20-Europameisterschaften im italienischen Grosseto mit 76,91 m vor dem Franzosen Lukas Moutarde (74,22 m) auf den Silberrang – nur der erstplatzierte Cyprian Mrzygłód aus Polen warf mit 80,52 m weiter. Ein Jahr später konnte sich Katkawez bei den belarussischen Meisterschaften in Minsk mit geworfenen 75,78 m als Sieger feiern lassen, ehe er sich 2019 bei den U23-Europameisterschaften in Gävle, Schweden, mit 80,31 m hinter dem Zweiten Alexandru Novac aus Rumänien (81,75 m) und dem erneut die Goldmedaille beanspruchenden Polen Cyprian Mrzygłód (84,97 m) wieder eine Platzierung auf einem Medaillenrang sicherte. Er qualifizierte sich auch für die Weltmeisterschaften in Doha, bei denen er mit 82,08 m in der Finalqualifikation ausschied. 2021 nahm er an den Olympischen Spielen in Tokio teil und belegte dort mit 83,71 m im Finale den sechsten Platz.
2018 und 2020 wurde Katkawez belarussischer Meister im Speerwurf.